# Banana da fala

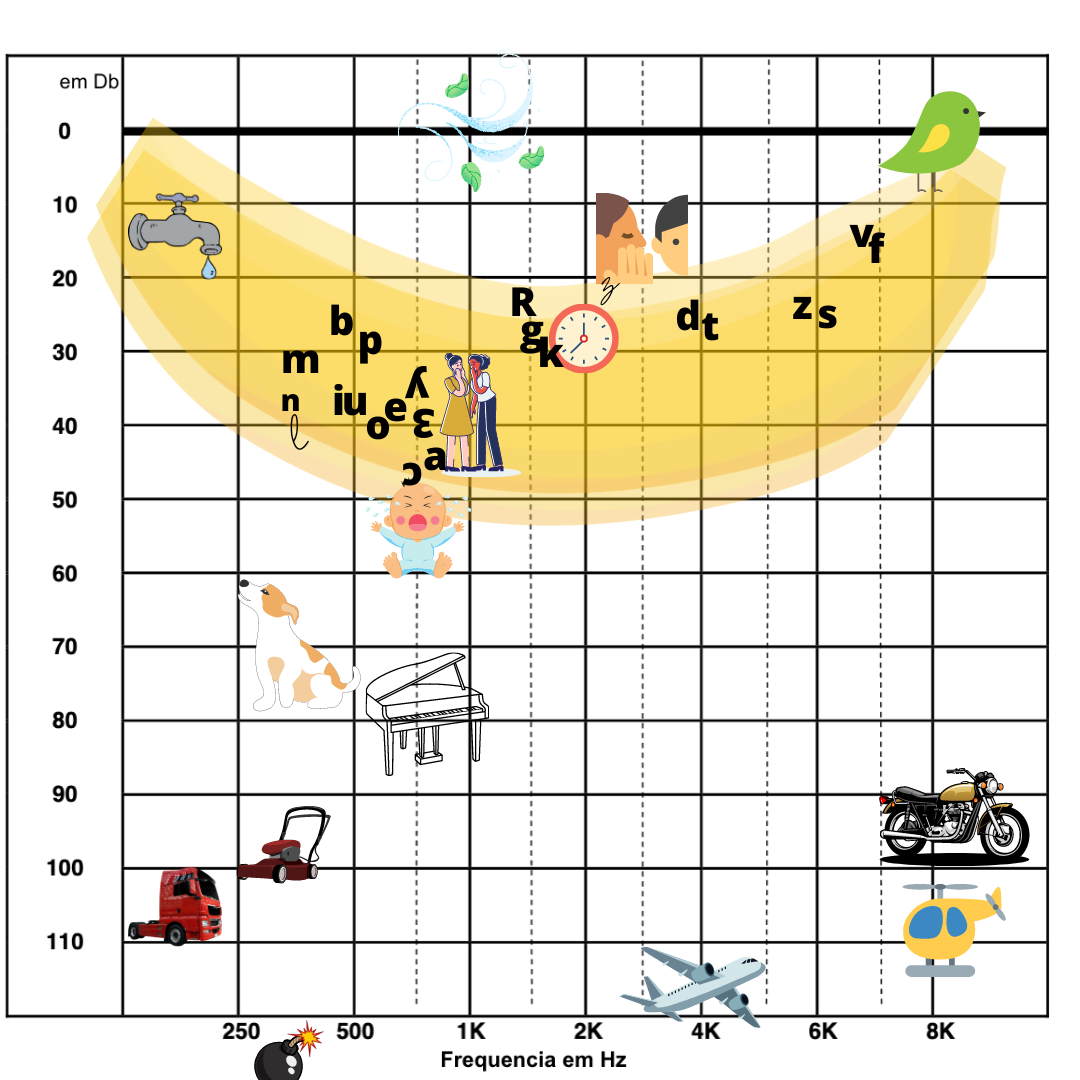
Banana da fala

A banana da fala, também chamada de audiograma de sons da fala, é uma figura que mostra onde a maioria dos fonemas da fala se inserem no audiograma. Um audiograma é uma representação gráfica da acuidade auditiva, ou seja, da capacidade auditiva, de uma pessoa em uma faixa de frequências (em Hertz, no eixo x) e em níveis de intensidade sonora (em decibel, no eixo y). Quando os sons da fala ou fonemas são transpostos em um audiograma, eles se agrupam em uma região em forma de banana, conhecida como banana da fala.
Esta figura foi desenvolvida para ajudar na demonstração de quais frequências os diferentes fonemas (sons de fala) são encontrados. Ela pode ser encontrada em diversos idiomas, uma vez que diferentes línguas podem ter sistemas fonéticos diferentes, modificando um pouco a localização dos fonemas na banana. Por exemplo, olhando para a figura da banana da fala na língua portuguesa, vemos que o fonema /d/ tem energia acústica em torno de 4000 Hz /f/ tem energia acústica em torno de 7000 Hz, e /s/ tem energia acústica em 6000 Hz. A banana da fala também bastante útil para mostrar ao paciente ou aos responsáveis quais os sons ele é capaz de ouvir e quais sons são inaudíveis devido à perda auditiva. Por exemplo, se uma pessoa possui uma perda de grau leve (de 20 a menor que 35 dB), ou de grau severo ( de 65 a menor que 80 dB) terão dificuldades diferentes de detecção e compreensão da fala e sons ambientais.  Ao mostrar no gráfico as dificuldades de comunicação que o paciente pode ter, a importância da intervenção fonoaudiológica precoce é reforçada.
Pessoas com acuidade auditiva normal também podem ouvir sons fora da banana da fala. Esses sons incluem sons naturais do ambiente, como o farfalhar de folhas ao vento ou o chilrear (canto) dos pássaros. Sons artificiais fora da banana da fala podem incluir música e ruídos mecânicos (por exemplo, automóveis, cortadores de grama, entre outros).
As perdas auditivas nas frequências e intensidades da banana da fala têm preocupado os audiologistas, porque elas podem afetar o desenvolvimento das habilidades de linguagem e de fala da criança, e isso pode interferir profundamente no aprendizado. Os primeiros dois anos de vida são cruciais para a aquisição da linguagem, devido a maior plasticidade neuronal. No entanto, quando a criança tem  dificuldades auditivas, ela estará menos expostas a palavras e experiências (linguagem incidental), e mais dificuldade ela terá para desenvolver a linguagem oral. Por isso, defende-se a intervenção precoce. Além disso, a perda auditiva na região da banana da fala também pode prejudicar as capacidades de comunicação em adultos e em idosos com perda auditiva relacionada à idade (presbiacusia).

## Vagem da fala
Atualmente há outro termo sendo utilizado: a vagem da fala (Speech String Bean). Ela engloba a região acima da banana da fala, em aproximadamente 20 dB. Ela tem sido utilizada como meta na reabilitação auditiva por meio da abordagem aurioral para garantir que os pacientes, especialmente as crianças, tenham acesso a todos os fonemas da língua e o cérebro receba as informações mais completas, de modo que elas sejam capazes de escutar conversas em diferentes situações. Quando o paciente escuta na região da vagem da fala, significa que ele ouviu cerca de 90% do que foi dito. Já se ele escuta a parte que corresponde ao fundo da banana da fala, ele ouvirá apenas cerca de 10% do que foi falado.
Para saber se o paciente com aparelho auditivo ou implante coclear atingiu a meta da vagem da fala, não basta apenas sabermos os limiares de audição dele, precisamos saber qual informação está chegando no cérebro. Para isso, deve ser testada a percepção de fala em níveis de conversação diferentes, como normal (50dB) e um pouco mais suave (35dB), no silêncio e no ruído. Os testes devem ser feitos em cada orelha separadamente e também com as orelhas juntas. No Brasil, o fonoaudiólogo é o profissional responsável pelo monitoramento do paciente e realização desses testes. 